# Lissesche IJsclub
De Lissesche IJsclub is een vereniging in de Nederlandse plaats Lisse (Zuid-Holland) voor schaatsen op natuurijs.

## Historie

### Oprichting
In de winter van 1890/1891 waren er enige gegoede burgers uit de gemeente Lisse die overwogen om een ijsclub op te richten die zich als hoofddoel zou stellen, werk te verschaffen aan werklozen - door ze ijsbanen te laten maken - en zodoende de nood onder de bevolking te verminderen. 'De fungeerende voorzitter Dr. A.C. van Ewijk en de heeren E. Blaauw, A.C. Cambier en A. Verduijn richten hiertoe op 13 januari 1891 in logement "de Witte Zwaan" de "IJsclub te Lisse" op.' Dit zijn de eerste regels uit de notulen van de oprichtingsvergadering uit 1891. Hiermee was de IJsclub een feit.

### Sloten
Vanaf de oprichting tot aan begin jaren twintig van de twintigste eeuw, zorgde de ijsclub ervoor dat er op sloten en vaarten in heel Lisse geschaatst kon worden. Er werd volop sneeuw geruimd door een groep van vijf tot twintig arbeiders. Wakken werden afgezet met een bord "GEVAARLIJK".

### Keukenhof
In 1924 verleende graaf Van Lynden toestemming om de vijver op het Keukenhof bij ijs te verlichten, mits het wild daar geen nadelige gevolgen van zou ondervinden. Deze locatie wordt als de eerste ijsbaan van de Lissesche IJsclub beschouwd, maar toch bleef men zoeken naar een "eigen" locatie.
In 1920 had men verzuimd verlenging van het Koninklijk Besluit aan te vragen. Daardoor had de vereniging geen rechtspersoonlijkheid meer. Dit had onder meer tot gevolg dat per 13 december 1926 de naam "IJsclub te Lisse" was vervallen en de officiële verenigingsnaam voortaan "Lissesche IJsclub" was.

### Grachtweg
Op 19 maart 1929 besloot de gemeenteraad van Lisse dat er een echte ijsbaan ingericht mocht worden, langs de Grachtweg in het centrum van Lisse. Op deze baan werden de eerste wedstrijden van de Lissesche IJsclub gereden. Het 50-jarig bestaan viel in de Tweede Wereldoorlog en is daarom niet gevierd.

### Oranjelaan
In 1948 werd de ijsbaan aan de Oranjelaan in gebruik genomen. Totdat in 1972 de wijk Meerenburg gebouwd werd, zou de ijsbaan hier gevestigd blijven. Begin jaren vijftig sponsorde de Lissesche IJsclub de training van Egbert van 't Oever. Hij werd in 1954 algemeen schaatskampioen van Nederland.

### Poelpolder
Begin jaren zeventig was een commissie van de ijsclub bezig te onderzoeken waar een nieuwe ijsbaan gevestigd zou kunnen worden. Maar deze commissie onderzocht ook de mogelijkheid van een kunstijsbaan in de Bollenstreek. Dit bleek uiteindelijk niet haalbaar en dus werden alle pijlen op de nieuwe landijsbaan gezet. Het duurde tot aan 1972 voordat gemeld kon worden dat de ijsclub een stuk land, langs de slapersdijk aan de Rooversbroekdijk in de Poelpolder, van boer Jan Langeveld kon huren en daar de ijsbaan kon maken. Op deze baan werden heel wat goede winters meegemaakt in de jaren zeventig en tachtig.

## Poelpolder Zuid II
In 1987 moest de ijsbaan, opnieuw vanwege een nieuw te bouwen woonwijk, verhuizen naar de huidige locatie aan de Randmeerstraat in de Poelpolder Zuid. Een stenen gebouw werd neergezet en de grond voor de ijsbaan werd aangeschaft. In 1991 werd het 100-jarig bestaan gevierd waarbij de Lissesche IJsclub onderscheiden werd met de Koninklijke Erepenning. Tot op de dag van vandaag is de ijsbaan gevestigd op deze locatie.